# Shelbyville
Shelbyville é uma cidade localizada no estado norte-americano de Tennessee, no Condado de Bedford.

## Demografia
Segundo o censo norte-americano de 2000, a sua população era de 16.105 habitantes.
Em 2006, foi estimada uma população de 19.149, um aumento de 3044 (18.9%).

## Geografia
De acordo com o United States Census Bureau tem uma área de
40,1 km², dos quais 40,1 km² cobertos por terra e 0,0 km² cobertos por água. Shelbyville localiza-se a aproximadamente 245 m acima do nível do mar.

## Localidades na vizinhança
O diagrama seguinte representa as localidades num raio de 28 km ao redor de Shelbyville.